# Brevet de technicien supérieur - Fluides énergies domotique
Créé en 2014, le Brevet de Technicien Supérieur - fluides énergies domotique (BTS FED)  résulte de la fusion de deux anciens BTS dont les dernières sessions se sont déroulées juin 2015, le BTS fluides énergie environnement et le BTS domotique.

## Options
Ce BTS comporte trois options 
- Option Génie climatique et fluidique (GCF) [6]
- Option Froid et conditionnement d’air (FCA) [7],[8]
- Option Domotique et bâtiments communicants (DBC) [9]